# Pierre Brissaud
Pierre Brissaud (n. 23 decembrie 1885, Paris, Île-de-France, Franța – d. 17 octombrie 1964, Paris, Région parisienne, Franța) a fost un ilustrator, pictor și gravor Art Deco francez al cărui tată a fost doctorul Edouard Brissaud, elev al doctorului Charcot. S-a născut la Paris și s-a format la École des Beaux-Arts și la Atelier Fernand Cormon din Montmartre, Paris. Colegii săi de breaslă de la Cormon au fost fratele său Jacques, André-Édouard Marty, Charles Martin⁠(d), Georges Lepape. Studenții de la atelier desenau, pictau și proiectau tapet, mobilier și afișe. Anterior, Toulouse-Lautrec, van Gogh și Henri Matisse studiaseră și lucraseră acolo. Fratele său mai mare Jacques Brissaud era pictor de portrete și de gen, iar unchiul său Maurice Boutet de Monvel⁠(d) a ilustrat fabulele din La Fontaine, cărți de cântece pentru copii și o viață a Ioanei d’Arc. Un văr primar a fost celebrul artist și portretist celebru Bernard Boutet de Monvel⁠(d) .
Brissaud este cunoscut pentru imprimările sale pochoir (șabloane) pentru revista de modă Gazette du Bon Ton⁠(d), publicată de Lucien Vogel, Paris. Multe dintre ilustrațiile sale sunt scene realiste de petrecere a timpului liber ale oamenilor înstăriți. Acestea ilustrează modelele unor case de modă pariziene precum Jeanne Lanvin, Chéruit⁠(d), Worth și Doucet. Ilustrațiile lui Brissaud au apărut în Vogue după ce a cumpărat Bon Ton în 1925, precum și House & Garden și Fortune și în cărți precum Doamna Bovary, Manon Lescaut⁠(d), Mémoires de Saint-Simon, romanele autobiografice ale lui Anatole France,  Doi tineri la Verona și multe altele.
În 1907 a expus la Salon des Indépendants⁠(d) și Salon d'Automne⁠(d).